# ジービー モデルZ

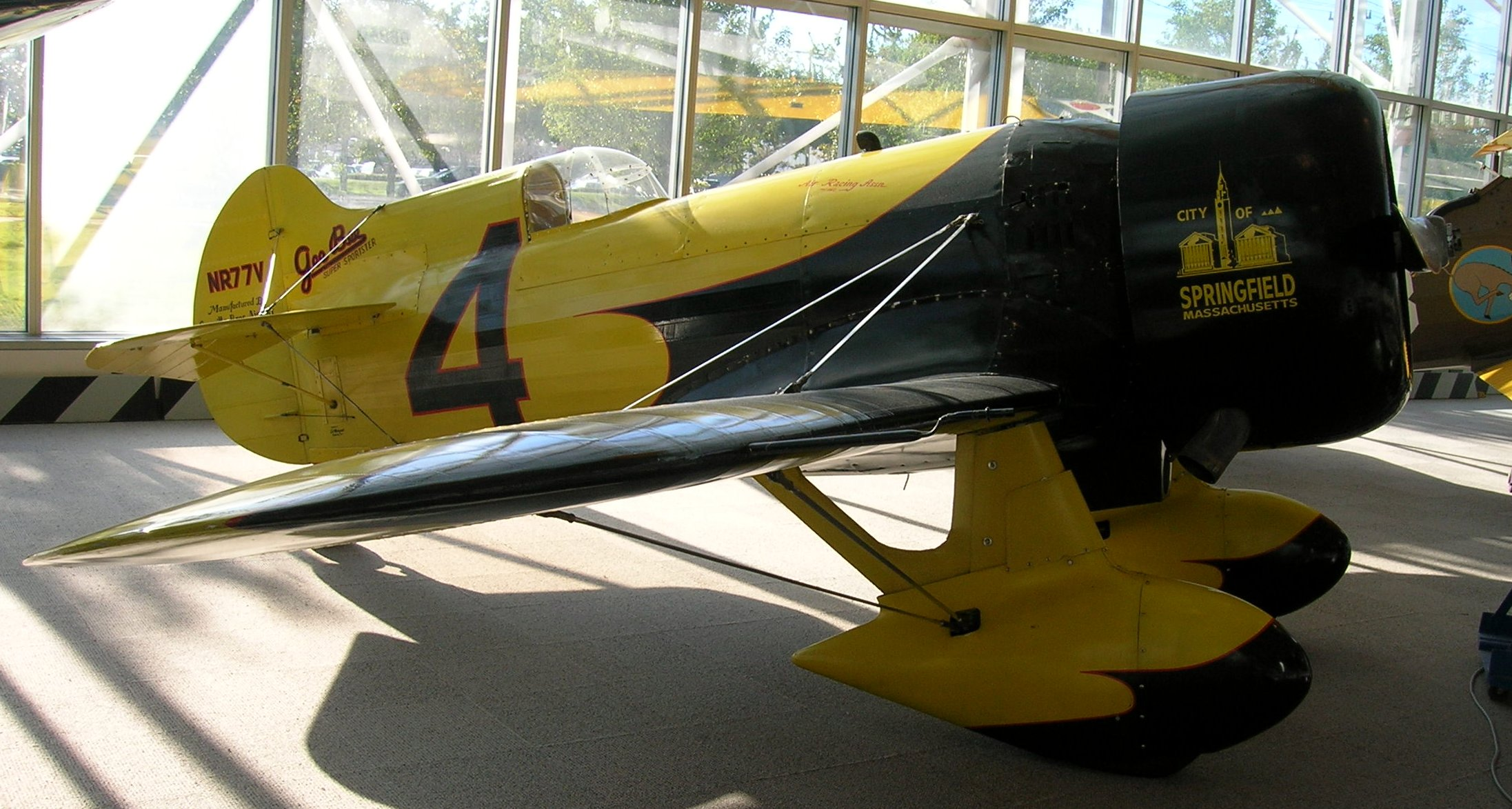
ジービー モデルZのレプリカ

ジービー モデルZ（Granville Brothers Gee Bee Model Z）はアメリカ合衆国のエアレース機であり、1931年のトンプソン・トロフィーのために開発された機体である。1931年12月、ローウェル・ベイルスの操縦で430.245 km/hという陸上機の速度記録を樹立した。

## 概要
マサチューセッツ州のスプリングフィールドでスポーツ機を製作していたグランヴィル兄弟は、恐慌で落ちた売り上げを回復するためにトンプソン・トロフィーに参加することを決め、1931年6月から製作を始めて5週間たらずの期間でモデルZを製作した。8月22日にモデルZが「シティ・オブ・スプリングフィールド」という名前で登場した。できるだけ小さな機体に強力なエンジンを載せて速度を得る設計で、535馬力のR-985ワスプ・ジュニア空冷エンジンを搭載した。
1931年8月22日に初飛行を行うと、非常に操縦の難しい機体であることが判明したものの、速度性能は期待どおりのものであった。9月1日の「シェル・スピード・ダッシュ」で、ローウェル・ベイルスの操縦で非公式ながら430.245 km/hを記録、翌9月2日の「グッドイヤー・トロフィー」では、80 kmを平均330 km/hで飛行し、優勝、9月5日の「ジェネラル・タイヤ&ラバー・トロフィー・レース」では、ボブ・ホールの操縦で優勝と、勝ち続けた。
そして9月7日、ローウェル・ベイルスの操縦で「トンプソン・トロフィー」に出場、平均380.19 km/hで飛行し、J・H・ドゥーリトルらの有名パイロットを破って優勝した。
トンプソン・トロフィー後にエンジンを750馬力のワスプ・シニアに換装し、デトロイトのウエイン飛行場（Wayne County Airport）での世界速度記録挑戦の準備が行われた。事前の試験では505 km/hの非公式記録を樹立するが、12月5日の公式飛行ではジービー機は翼を失って横転・墜落し、操縦していたベイルスは死亡した。この記録飛行は映画に撮影されており、その画像からゆるんでいた燃料キャップがはずれて、パイロットに当たり、急激な機体姿勢変更の操作に耐えきれず翼が破壊され、墜落したと推定された。さらにジービーZは高速では翼にフラッターが生ずることがわかった。

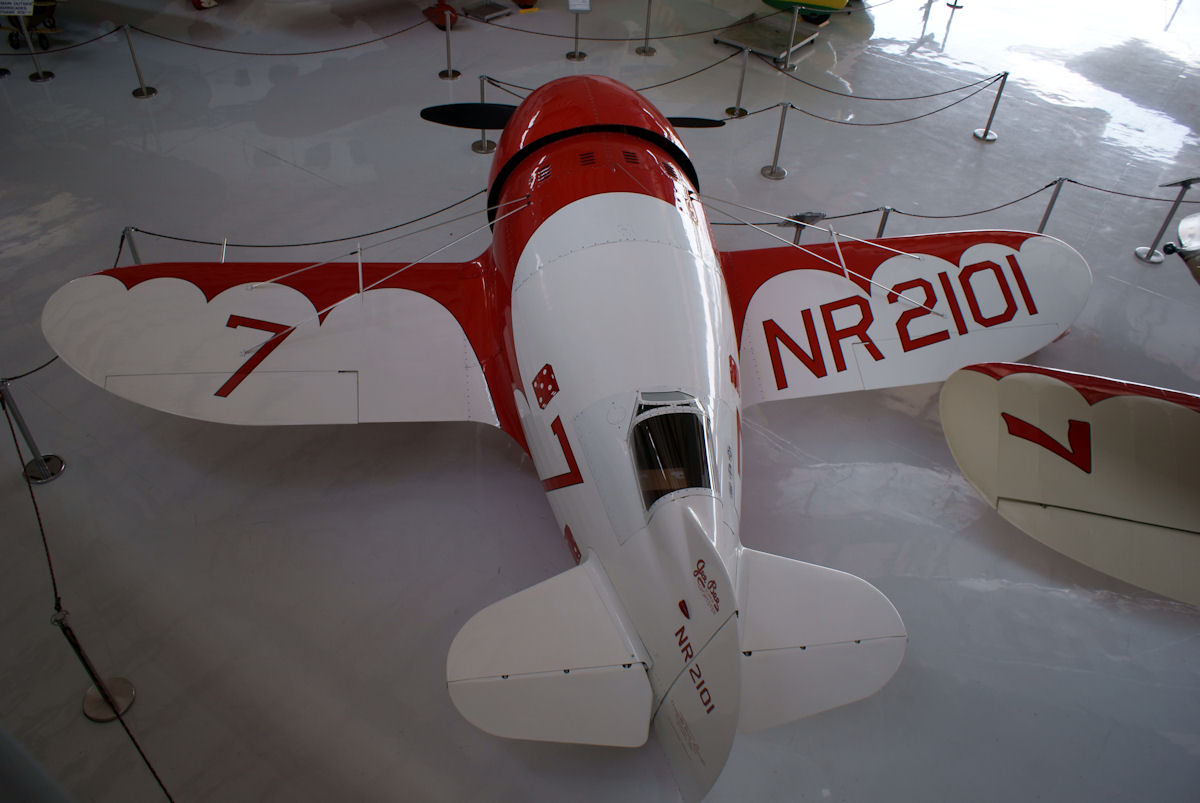
ジービー R-1

ジービーZの墜落を記録した映画は、アメリカのエアレースの華やかだった時代の記録映画として最も知られたものとなった。ジービーレーサーは殺人機とよばれたが、1932年のレース・シーズンにはさらなる進化を遂げたジービーR1が活躍することとなる。
ジービーZのレプリカは2機が作られた。ジェフ・エイカーとケビン・キンボールの製作したレプリカ機はフロリダ州のファンタジー・オブ・フライト博物館に展示されている。1978年にビル・ターナーが製作したレプリカ機は飛行特性を改善するために翼を拡大し、1991年に映画 『ロケッティア』 に出演した後、ワシントン州のミュージアム・オブ・フライトに展示されている。

## 諸元
- 乗員：1名
- 全長：4.6 m
- 翼幅：7.16 m
- 全高：2.1 m
- 翼面積：7.0 m2
- 空虚重量：635 kg
- 全備重量：1,034 kg
- エンジン：Pratt & Whitney R-985 "Wasp Jr." Radial, 535 hp (399 kW)

### 性能
- 最大速度：430 km/h
- 巡航速度：370 km/h